# Estrada da Rhodia
A Estrada da Rhodia é a denominação popular dada a um conjunto de avenidas e vias vicinais que interligam os municípios de Campinas e Paulínia, pelos distritos de Barão Geraldo e Betel. É denominada oficialmente Avenida Doutor Roberto Moreira em Paulínia e Avenida Albino José Barbosa de Oliveira em Barão Geraldo, além de possuir um trecho sem denominação em Barão Geraldo, conhecido pelo nome genérico.
É uma avenida muito movimentada, dando acesso a vários condomínios residenciais em Betel e Barão Geraldo, além do polo industrial da Fazenda São Francisco, da qual a Rhodia é a principal empresa e que dá o nome popular da via.
O início da via, em Paulínia, se dá com a junção das ruas Manuel de Souza Filho e Eugênio Beraldo, pouco antes da intersecção com a Rodovia Professor Zeferino Vaz (SP-332). Nesse trecho inicial está concentrado parte significativa do tráfego, por ser a principal saída para quem se dirige ao polo petroquímico de Paulínia e ao município de Cosmópolis.
Desde setembro de 2013 a manutenção e conservação do trecho campineiro da via foi assumida pela concessionária Rota das Bandeiras, que é responsável pelo Corredor Dom Pedro, formado pelas, entre outras, rodovias Dom Pedro e Prof. Zeferino Vaz. A medida foi regulamentada através de convênio entre o governo municipal e a concessionária, mas já estava prevista no contrato de concessão do Corredor Dom Pedro. A responsabilidade jurídica, entretanto, ainda cabe à prefeitura.
Em novembro de 2014 um dos trechos da via, a ponte sobre o Ribeirão Anhumas, foi interditada pelas prefeituras de Paulínia e Campinas. A medida foi decorrente de um laudo encomendado pela empresa Rhodia apontar sérios problemas estruturais na obra, que possui mais de 20 anos de construção. No local passava diariamente 4 mil veículos, muitos pesados, como caminhões e ônibus de três linhas, uma municipal de Paulínia e duas da Empresa Metropolitana de Transportes Urbanos de São Paulo. Em maio de 2015 a prefeitura de Paulínia anunciou que abriria licitação para reconstrução da estrutura, mas até agosto nada havia sido publicado.
As obras só iniciaram-se em outubro de 2018, com previsão para julho de 2019. As prefeituras de Paulínia e Campinas dividiram a responsabilidade pela reconstrução, com a prefeitura campineira ficando responsável pela demolição da estrutura antiga e o manejo do lixo resultante, e Paulínia sendo responsável pela construção em si. O prazo inicial não foi concluído e no início de 2020 uma nova empresa foi contratada para a conclusão da obra, pois a construtora inicialmente escolhida abandonou a obra no final de 2019. No dia 11 de julho de 2020, após seis anos com tráfego interrompido e um custo de R$ 7,1 milhões, foi inaugurado um par de pontes sobre o Ribeirão Anhumas.